# چیکوسی، ایباراکی
چیکوسی در استان ایباراکی در کشور ژاپن  واقع شده است  که دارای جمعیت ۱۱۰٬۸۱۳ نفر و مساحت ۲۰۵٫۳۵ کیلومتر مربع با تراکم جمعیت 540  نفر در کیلومترمربع است و در تاریخ ۲۸ مارس ۲۰۰۵ به عنوان شهر شناخته شد.